# On The Floor
On the Floor (Eigenschreibweise ON THE FLOOR) ist eine Mitte der 1990er gegründete Band aus Hamburg. 

## Geschichte

### Die frühen Jahre
On the Floor wurde von den Brüdern Dennis (Bass) und André Lindner (Gitarre) Mitte der 1990er gegründet. Nach ersten Gehversuchen stießen Helge Jungmann (Gesang), Gunnar Oldehaver (zunächst Gitarre dann Keyboard) und Henning Thurow (Gitarre) hinzu. Gunnar Oldehaver stieg später aus – der genaue Zeitpunkt ist nicht bekannt. Das erste Konzert der Band datiert auf den 24. Februar 1996 und fand im Trockendock in Hamburg statt. Der Gig war restlos ausverkauft.
Nach den Kassetten-Demos Glut – mit Live-Mitschnitten des ersten Konzertes und noch zum Teil mit deutschen Texten – und Close veröffentlichte On the Floor zunächst den Song You auf dem Nion-Sampler (1997), bevor im Jahr 1999 dann die 5-Track EP Waiting for the Summer erschien. Die EP wurde im Keller des Gitarristen Henning Thurow aufgenommen und abgemischt und ist heute nicht mehr regulär erhältlich. Die offizielle Version ziert ein silberschwarzes Cover. Es ist jedoch auch ein Fehldruck mit blauschwarzem Cover im Umlauf. Die Fotos des Booklets wurden von Alexander Straulino in St. Peter Ording aufgenommen.

### Under a Heart-Shaped Sun
Die erste LP folgte dann im Jahr 2003. Under a Heart-Shaped Sun erschien auf Pandaimmonium Records und enthielt unter anderem den Clubhit Killing Queen, der sich auf diversen Kompilationen wiederfand und in den Szene-Tempeln seinerzeit rauf und runter gespielt wurde. Under a Heart-Shaped Sun erreichte auf Anhieb die DAC (German Alternative Charts) und sollte den Grundstein für die bis heute treue Fangemeinde der Band legen.
Es folgten zahlreiche Auftritte unter anderem mit Zeraphine, Clan of Xymox, Phillip Boa and the Voodooclub und auf der Parkbühne des Wave-Gotik-Treffen in Leipzig. Danach wurde es dann jedoch still um die Band. In Interviews spricht die Band davon, dass es wohl „gesundheitliche Probleme“ bei fast allen Bandmitgliedern gab, die weitere Veröffentlichungen und Auftritte verhinderte. Konkretere Äußerungen sind nicht bekannt.

### Die Wiederkehr
So sollte es jedoch nicht bleiben, denn 2017 kam es zur unerwarteten Wiederkehr mit dem Album Made of Scars. Nunmehr auf dem Label Alice in... der Dark Dimensions Label Group zeigten Songs wie Shine On und A View to the West, dass On the Floor nichts von alter Kraft verloren hatte. Es folgte im Jahr 2018 das das von Kritikern und der Szene gleichermaßen gefeierte Album Lifetime.
Die Single We Light the Sky landete auf Platz 13 der DAC (German Alternative Charts) – das Album selbst auf Platz 9. Das Video zu We Light the Sky wurde von WIEGLAS aufgenommen, die vor allem durch ihre Zusammenarbeit mit Joachim Witt bekannt sind.
Mit Breaking Away (2019) veröffentlichte On the Floor dann das bis dato aktuellste und auch erfolgreichste Album. Das Album erreichte die Top 10 der DAC (German Alternative Charts); die Single Chain stieg bis auf Platz 3. Auch zu diesem Song wurde ein Video produziert.
Auf dem Album fanden sich zudem zwei prominente Gastsänger ein. Die Szene-Ikone Tom Lücke (Calling Dead Red Roses, Girls Under Glass) verewigte seine Stimme auf Walking Through Walls. Der schwedische Sänger und Songwriter Johan Sjöblom (The Exploding Boy, SJÖBLOM) auf The Way It Hurts.
Zu Lifetime und Breaking Away war die Band deutschlandweit live sehr aktiv. Konzerte wurden gespielt unter anderem mit Chameleons Vox, The Exploding Boy, Girls Under Glass, She Past Away, Clan of Xymox und A Projection.

## Diskografie
- 1999: Waiting for the Summer
- 2003: Under a Heart-Saped Sun
- 2017: Made of Scars
- 2018: Lifetime
- 2019: Breaking Away